# الصبط الشرقي

تعديل مصدري - تعديل

الصبط الشرقي هي إحدى حارات حي الظهار بمدينة إب اليمنية، بلغ تعداد سكانها 3552 نسمة حسب تعداد اليمن لعام 2004.